# Siedliska (Rzeszów)
Pour les articles homonymes, voir Siedliska.
Siedliska est une localité polonaise de la gmina de Lubenia, située dans le powiat de Rzeszów en voïvodie des Basses-Carpates.